# Anton Domenico Gabbiani

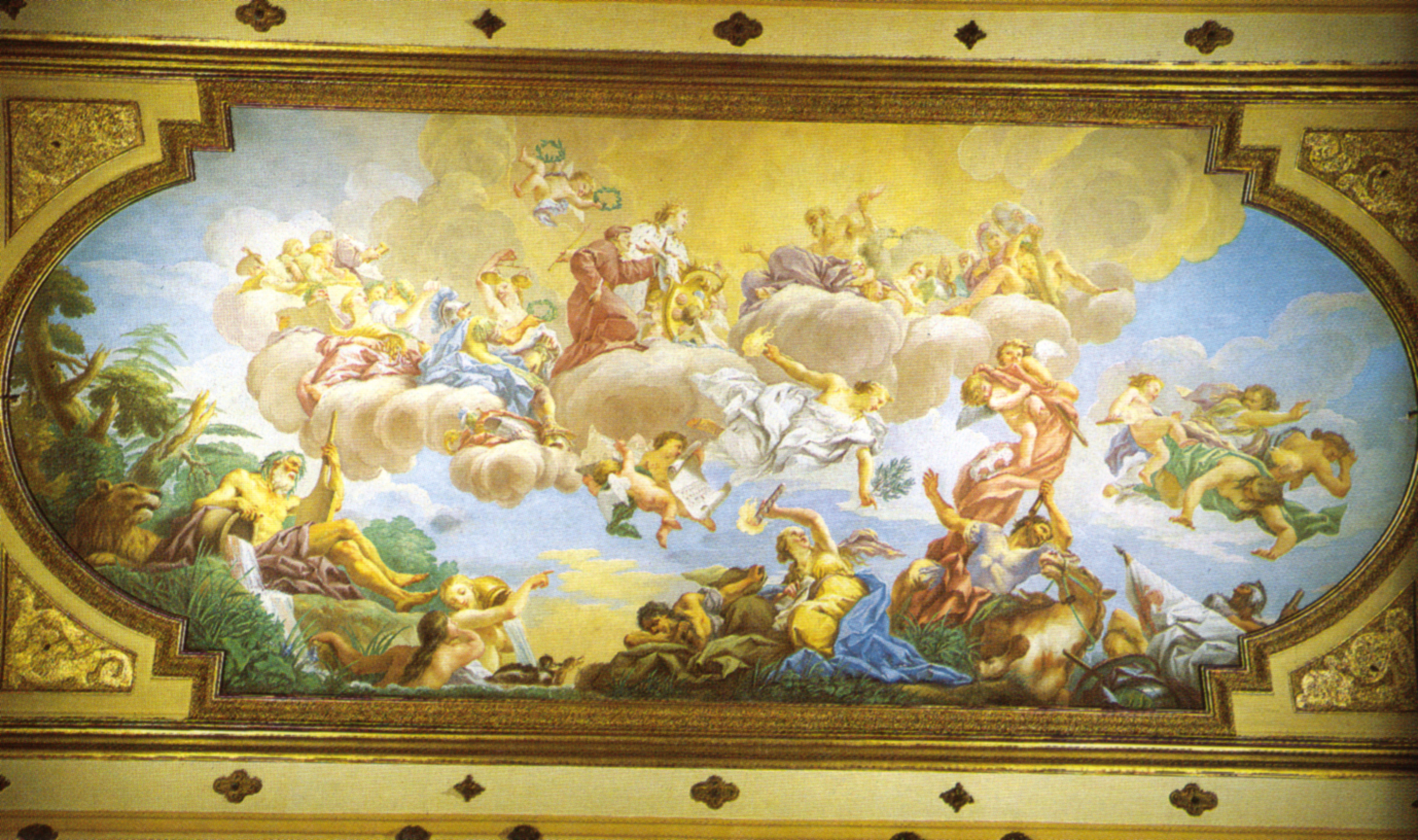
Obra de Pacificação de Cosimo il Vecchio, em Villa Medici de Poggio a Caiano

Anton Domenico Gabbiani (Florença, 13 de fevereiro de 1652 – 22 de novembro de 1726) foi um pintor italiano do final do barroco, que trabalhou principalmente na Toscana.
Foi um dos mais experientes pintores da Academia de Belas Artes de Florença, nos séculos XVII e XVIII, e o seu trabalho também foi muito apreciado pelos Medici. Entre os seus alunos conta-se o artista florentino Benedetto Luti.

## Biografia
Gabbiani foi aluno de Justus Sustermans e mais tarde trabalhou no estúdio de Vincenzo Dandini. Em 1673, mudou-se para Roma, onde estudou na Academia para artistas de Florença com Ciro Ferri e Ercole Ferrata. Mais tarde, em Veneza, estudou com Sebastiano Bombelli.
Em 1680, retornou a Florença, e dedicou-se a fazer retratos de membros da corte dos Medici e vários frescos de casas e palácios toscanos.
Depois de uma curta estada em Veneza, a partir dos primeiros anos do século XVIII, intensificou o seu trabalho independente, dedicando-se, principalmente, a temas religiosos.
A sua última obra foi "O Banquete dos Deuses", pintado no teto do salão do palácio Incontri, em Florença, na via dei Pucci. Durante a execução deste trabalho, caiu de um andaime e encontrou a morte.

## Obras

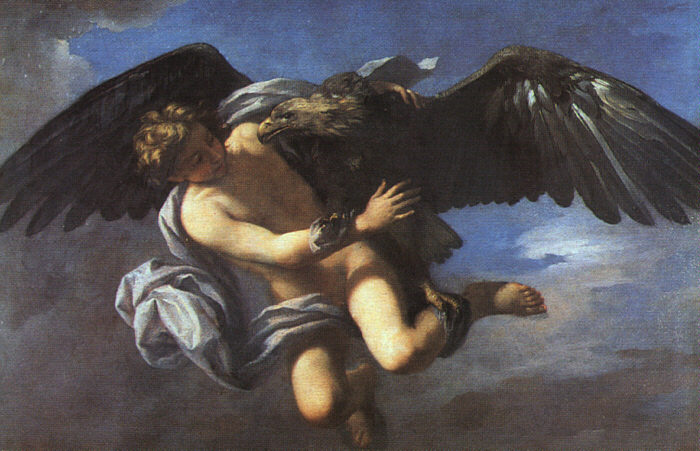
O rapto de Ganimedes (1700), Galleria degli Uffizi

As suas obras podem ser encontradas nos ciclos decorativos florentinos mais importantes da sua época, como no Complesso di San Firenze, na igreja de San Frediano em Cesta, na Villa Medicea de Poggio a Caiano, onde criou um enorme fresco no teto do salão do primeiro andar.
- Ferdinando de Medici, rodeado pelos seus músicos (1685), Palácio Pitti
- A apoteose de Cosimo, o velho (1698), Villa Medicea de Poggio a Caiano
- Glorificação da Casa de Corsini (1696), Palazzo Corsini al Parione, Florença
- Aparição da Virgem a São Nicolau e São Galgano (c. 1697),  Museu Civico e Diocesano de Arte Sacra de São Galgano, Chiusdino
- O rapto de Ganimedes (1700), Galleria degli Uffizi
- Erminia entre os pastores (1702)
- Descanso na fuga para o Egito (1704)
- A apresentação no Templo (1716), Museu Cívico de Pistoia
- A morte de São José (1723), Galeria da Academia de Belas Artes de Florença, em Florença
- Aparição da Virgem a São Filipe (1724), Complesso di San Firenze